# Bernard Edwards
Bernard Edwards (Greenville, 31 ottobre 1952 – Tokyo, 18 aprile 1996) è stato un musicista, bassista e produttore discografico statunitense, attivo sia come membro degli Chic sia come solista.

## Biografia
Nato in Carolina del Nord, è cresciuto a Brooklyn. Nei primi anni settanta ha conosciuto Nile Rodgers. Insieme a lui forma dapprima il gruppo Big Apple Band poi, con l'ingresso di Tony Thompson e Norma Jean Wright, nascono gli Chic. Edwards è coautore di una serie di hit che hanno fatto la fortuna della band: "Dance, Dance, Dance", "Everybody Dance", "Le Freak", "I Want Your Love", "Good Times" e altre. Attivo anche come produttore, ha collaborato con Diana Ross, Paul Simon, Madonna, Joe Cocker, Mick Jagger, Cathy Dennis, Rod Stewart, Debbie Harry, Robert Palmer, Duran Duran. Nel 1983 ha pubblicato un album solista e nel 1985 ha fatto parte del progetto The Power Station.
È morto di polmonite nel 1996 mentre si trovava in Giappone per un tour con gli Chic.

## Discografia

### Da solista
- 1983 - Glad To Be Here

### Con gli Chic
- 1977 - Chic
- 1978 - C'est Chic
- 1979 - Risqué
- 1980 - Real People
- 1981 - Take It Off
- 1982 - Tongue in Chic
- 1983 - Believer
- 1991 - Dance, Dance, Dance: The Best of Chic - raccolta
- 1992 - Chic-Ism
- 1992 - The Best of Chic, Volume 2 - raccolta
- 1996 - Live at the Budokan - live

### Come produttore
- 1978 - Norma Jean, Norma Jean Wright
- 1979 - We Are Family, Sister Sledge
- 1980 - King of the World, Sheila and B. Devotion
- 1980 - Love Somebody Today, Sister Sledge
- 1980 - Diana, Diana Ross
- 1981 - I Love My Lady, Johnny Mathis
- 1981 - Koo Koo, Debbie Harry
- 1982 - senza titolo, Fonzi Thornton (non pubblicato)
- 1984 - Swept Away, Diana Ross
- 1985 - Power Station, Power Station
- 1985 - A View To A Kill (singolo), Duran Duran
- 1985 - Heat, Nona Hendryx
- 1985 - Riptide, Robert Palmer
- 1986 - Cocker, Joe Cocker
- 1986 - Color In Your Life, Missing Persons
- 1986 - Hearts In Motion, Air Supply
- 1987 - Alphabet City, ABC
- 1987 - If, Hollywood Beyond
- 1987 - Contact, Platinum Blond
- 1987 - Jody Watley, Jody Watley
- 1988 - Out of Order, Rod Stewart
- 1989 - Under the One Sky, Distance
- 1990 - YUI Orta, The Hunter Ronson Band
- 1990 - Break The Silence, The Triplets
- 1991 - Vagabond Heart, Rod Stewart
- 1996 - Living in Fear, Power Station